# Font Nova (Gratallops)
La Font Nova és una obra de Gratallops (Priorat) protegida com a Bé Cultural d'Interès Local.

## Descripció
Es tracta d'un conjunt de construccions d'èpoques diferents. Essencialment és una esplanada que té en un costat una arcada de mig punt feta amb dovelles no gaire ban escairades de pedra blanca. La dita arcada és cegada per un mur bastit aquest segle, i que protegeix el dipòsit de la font. Aquesta raja per dues aixetes a diferents nivells, una de les quals és accessible mitjançant unes escales que davallen a un nivell inferior (conegudes com "el metro"). Al costat esquerre hi ha uns abeuradors. Tot l'espai que ocupa la font és protegit per un petit mur i ombrejat per un lledoner i uns pollancres.

## Història
La Font Nova degué ser arranjada amb posterioritat a la dita Font Vella. Normalment ha tingut un cabal superior al de les altres fonts del terme, per la qual cosa havia constituït la més gran reserva d'aigua del poble. Durant els anys 40 fou arranjada en el seu aspecte actual. A partir de l'inici de la dècada dels 60, deixà d'ésser utilitzada de forma regular al disposar el poble d'aigua corrent del riu Siurana. Això no obstant, es manté en bones condicions d'ús. La dovella clau té inscrita la xifra 1588, que se suposa fou l'any que es feu la primera obra de condicionament de la font.